# Bernard Joseph Flanagan
Bernard Joseph Flanagan (* 31. März 1908 in Proctor, Vermont, USA; † 28. Januar 1998) war ein US-amerikanischer Geistlicher und römisch-katholischer Bischof von Worcester.

## Leben
Bernard Joseph Flanagan empfing am 8. Dezember 1931 das Sakrament der Priesterweihe für das Bistum Burlington.
Am 1. September 1953 ernannte ihn Papst Pius XII. zum ersten Bischof des neugegründeten Bistums Norwich. Der Bischof von Burlington, Edward Francis Ryan, spendete ihm am 30. November desselben Jahres die Bischofsweihe; Mitkonsekratoren waren der Bischof von Raleigh, Vincent Stanislaus Waters, und der Weihbischof in Saint Louis, John Patrick Cody.
Papst Johannes XXIII. ernannte ihn am 8. August 1959 zum Bischof von Worcester. Die Amtseinführung folgte am 24. September desselben Jahres.
Flanagan nahm an allen vier Sitzungsperioden des Zweiten Vatikanischen Konzils als Konzilsvater teil.
Am 31. März 1983 nahm Papst Johannes Paul II. seinen altersbedingten Rücktritt an.